# Julián Leal
Ómar Julián Leal Covelli (Bucaramanga, Colombia; 11 de mayo de 1990), comúnmente conocido como Julián Leal, es un piloto de automovilismo colombiano de ascendencia italiana. Actualmente se encuentra compitiendo en la European Le Mans Series con el equipo SMP Racing. Hasta 2015 participó en la GP2 Series categoría previa a la Fórmula 1 que se corre en los mismos circuitos y en las mismas fechas.
Su trayectoria deportiva ha transcurrido en las World Series by Renault con el equipo Draco Racing y la Auto GP con el equipo Trident Racing con quien consiguió una victoria en 2010 en el circuito de navarra. En 2011, corrió en la GP2 Series, con Rapax Team.

## Carrera profesional

### Fórmula Renault 2.0
Leal empezó su carrera en 2006 en la serie Formula Renault 2.0 PanamGP, consiguiendo dos podios en siete carreras para terminar noveno en el campeonato.

### Euroseries 3000
en el 2007 Julián Leal se trasladó a Europa para competir en el campeonato Euroseries 3000. Conduciendo para el equipo Durango, en esa temporada terminaba noveno en las clasificación de la Euroseries y decimoprimero en el campeonato italiano Formula 3000, que corrió como parte de la serie principal.
Él continuó en el campeonato en el año 2008 terminando sexto en los Euroseries después de asegurar cuatro podios en quince carreras. En septiembre de ese año, consiguió el campeonato de Fórmula 3000 italiana en el circuito Circuito de Misano derrotando a Fabio Onidi y Nicolas Prost por un punto.

### Formula Renault 3.5 Series
Al final de 2008, Leal participó en unos test de la categoría World Series by Renault en los circuitos de Paul Ricard y Cheste para los equipos Draco Racing y Prema Powerteam. En diciembre del 2008, salió a la luz que Leal había firmado con Prema Powerteam para la temporada 2009.  En esta temporada Leal concluye en el puesto 20 de la clasificación.
Al final de la temporada, Leal prueba con los equipos Prema y Mofaz Racing en el Circuito de Cataluña. y en diciembre del 2009, fue anunciado que él conduciría para Draco Racing en la temporada 2010. en esta temporada Leal logra nuevamente el puesto 20 del campeonato.

### Auto GP

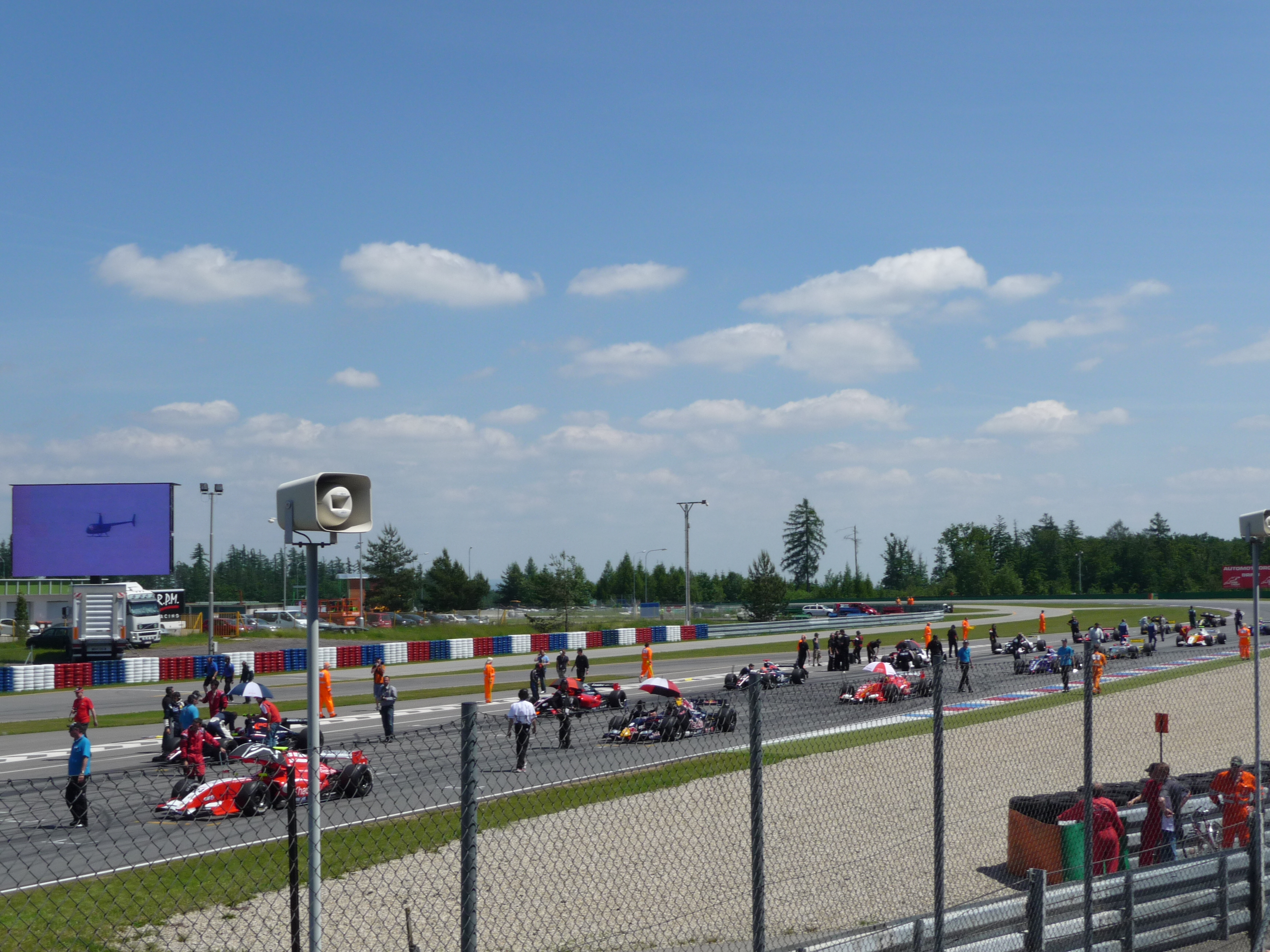
Carrera de la Auto GP, Julián Leal conduce el 10 vehículo en la grilla de partida.

En marzo del 2010, era anunciado que Leal también competiría en el nuevo campeonato Auto GP para el equipo italiano Trident Racing. Logrando una victoria en el circuito de Navarra.

### GP2
En el 2011, se anunció que había firmado con el equipo Rapax Team para disputar la temporada de GP2 Asia Series. Él había firmado inicialmente para disputar sólo la serie asiática, pero en marzo de 2011 se confirmó que correría la temporada completa con el equipo italiano. En la temporada 2011 compite la primera mitad de la temporada con licencia italiana y la otra mitad con la colombiana. No consigue puntuar en ninguna carrera logrando como mejor resultado dos novenos puestos, terminando en el puesto 27º en el campeonato.
Leal cambió al equipo Trident Racing para la última prueba no puntuable de la temporada en Yas Marina, y finalmente se quedó con el equipo para competir en la temporada 2012, cuyo compañero de equipo fue Stéphane Richelmi. Leal anotó sus primeros puntos en la categoría y terminó 21º en el campeonato, sumando 9 puntos.
En el 2013 firmó con el equipo Racing Engineering, con el que consiguió 2 podios en Italia y Bélgica, sumando un total de 62 puntos en la temporada 2013 y terminando en el puesto 12 en la clasificación general de pilotos a nivel mundial.

### European Le Mans Series
A finales de 2015 Leal decidió dar un cambio de aires a su carrera deportiva y asumir nuevos retos profesionales. Al momento de terminar su participación en la GP2 Series fue llamado por el equipo SMP Racing para realizar un test en Baréin para posteriormente firmar un contrato y participar en el 2016 en la LMP2, una de las categorías que se disputa en la European Le Mans Series.

## Resumen de carrera
| Temporada | Categoría                   | Equipo                    | Carreras | Victorias | Poles | VR | Podios | Puntos | Pos. |
| --------- | --------------------------- | ------------------------- | -------- | --------- | ----- | -- | ------ | ------ | ---- |
| 2006      | Formula Renault 2.0 PanamGP | Penix Único               | 7        | 0         | 0     | 0  | 2      | 72     | 9.º  |
| 2007      | Formula Renault 2.0 PanamGP | —                         | 2        | 0         | 0     | 0  | 0      | 16     | 17.º |
| 2007      | Euroseries 3000             | Durango                   | 16       | 0         | 0     | 0  | 0      | 13     | 9.º  |
| 2007      | Formula 3000 Italiana       | Durango                   | 8        | 0         | 0     | 0  | 0      | 8      | 11.º |
| 2008      | Euroseries 3000             | Durango                   | 15       | 0         | 1     | 0  | 4      | 38     | 6.º  |
| 2008      | Fórmula 3000 Italiana       | Durango                   | 8        | 0         | 1     | 0  | 4      | 35     | 1.º  |
| 2009      | Formula Series by Renault   | Prema Powerteam           | 17       | 0         | 0     | 0  | 1      | 11     | 20.º |
| 2010      | Formula Series by Renault   | International DracoRacing | 18       | 0         | 0     | 0  | 0      | 11     | 20.º |
| 2010      | Auto GP                     | Trident Racing            | 12       | 1         | 1     | 1  | 1      | 21     | 9.º  |
| 2011      | GP2 Asia Series             | Rapax Team                | 4        | 0         | 0     | 0  | 0      | 0      | 26.º |
| 2011      | GP2 Series                  | Rapax Team                | 18       | 0         | 0     | 0  | 0      | 0      | 27.º |
| 2012      | GP2 Series                  | Trident Racing            | 24       | 0         | 0     | 0  | 0      | 9      | 21.º |

## Resultados

### GP2 Asia Series
(Clave) (negrita indica pole position) (cursiva indica vuelta rápida puntuable)

| Año  | Escudería | 1   | 1   | 2   | 2   | Pos. | Puntos | Ref.  |
| ---- | --------- | --- | --- | --- | --- | ---- | ------ | ----- |
| 2011 | Rapax     | YMC | YMC | IMO | IMO | 26.º | 0      | [ 8 ] |
| 2011 | Rapax     | Ret | 17  | 16  | 18  | 26.º | 0      | [ 8 ] |

### GP2 Series
(Clave) (negrita indica pole position) (cursiva indica vuelta rápida puntuable)

| Año  | Escudería          | 1   | 1   | 2   | 2   | 3   | 3   | 4   | 4   | 5   | 5   | 6   | 6   | 7   | 7   | 8   | 8   | 9   | 9   | 10  | 10  | 11  | 11  | 12  | 12  | Pos. | Puntos | Ref.   |
| ---- | ------------------ | --- | --- | --- | --- | --- | --- | --- | --- | --- | --- | --- | --- | --- | --- | --- | --- | --- | --- | --- | --- | --- | --- | --- | --- | ---- | ------ | ------ |
| 2011 | Rapax              | EST | EST | BAR | BAR | MON | MON | VAL | VAL | SIL | SIL | NÜR | NÜR | BUD | BUD | SPA | SPA | MNZ | MNZ |     |     |     |     |     |     | 27.º | 0      | [ 9 ]  |
| 2011 | Rapax              | 19  | Ret | 17  | 14  | Ret | Ret | 11  | 9   | 22  | 21  | 14  | 9   | 20  | Ret | Ret | Ret | 16  | Ret |     |     |     |     |     |     | 27.º | 0      | [ 9 ]  |
| 2012 | Trident Racing     | KUA | KUA | SAK | SAK | SAK | SAK | BAR | BAR | MON | MON | VAL | VAL | SIL | SIL | HOC | HOC | BUD | BUD | SPA | SPA | MNZ | MNZ | SIN | SIN | 21.º | 9      | [ 10 ] |
| 2012 | Trident Racing     | 15  | 15  | 12  | 17  | 15  | 14  | 24  | 17  | 21  | Ret | 12  | 8   | 20  | 17  | 21  | 12  | 16  | 15  | 7   | 9   | 10  | 8   | 11  | 16  | 21.º | 9      | [ 10 ] |
| 2013 | Racing Engineering | KUA | KUA | SAK | SAK | BAR | BAR | MON | MON | SIL | SIL | NÜR | NÜR | BUD | BUD | SPA | SPA | MNZ | MNZ | SIN | SIN | YMC | YMC |     |     | 12.º | 62     | [ 11 ] |
| 2013 | Racing Engineering | 5   | Ret | 19  | 16  | 13  | 25† | Ret | 14  | 8   | 4   | 22  | 12  | 15  | 21  | 6   | 2   | 5   | 3   | Ret | 12  | 16  | 10  |     |     | 12.º | 62     | [ 11 ] |
| 2014 | Carlin             | SAK | SAK | BAR | BAR | MON | MON | SPI | SPI | SIL | SIL | HOC | HOC | BUD | BUD | SPA | SPA | MNZ | MNZ | SOC | SOC | YMC | YMC |     |     | 10.º | 68     | [ 12 ] |
| 2014 | Carlin             | 2   | 3   | 4   | 5   | Ret | 16  | 13  | 7   | 5   | 5   | 16  | 18  | Ret | 15  | 13  | 10  | 13  | 17  | 9   | 17  | 12  | 11  |     |     | 10.º | 68     | [ 12 ] |
| 2015 | Carlin             | SAK | SAK | BAR | BAR | MON | MON | SPI | SPI | SIL | SIL | BUD | BUD | SPA | SPA | MNZ | MNZ | SOC | SOC | SAK | SAK | YMC | YMC |     |     | 14.º | 38     | [ 13 ] |
| 2015 | Carlin             | 8   | 5   | Ret | 16  | 6   | 5   | 14  | 22  | 9   | 12  | 16  | 15  | 4   | 11  | 12  | 9   |     |     |     |     |     |     |     |     | 14.º | 38     | [ 13 ] |